# Scotonycteris zenkeri
Scotonycteris zenkeri är en däggdjursart som beskrevs av Paul Matschie 1894. Scotonycteris zenkeri ingår i släktet Scotonycteris och familjen flyghundar.
Inga underarter finns listade i Catalogue of Life. Wilson & Reeder (2005) skiljer mellan tre underarter.
- S. z. zenkeri, från Nigeria österut
- S. z. bedfordi, på ön Bioko
- S. z. occidentalis, väster om Nigeria

Denna indelning återspeglar däremot inte variationen i morfologin och den är därför omstridd.
Individerna blir 65 till 80 mm långa, saknar svans och väger 18 till 27 g. De har 47 till 56 mm långa underarmar. Kroppen är på ovansidan täckt av mörkbrun till ljusbrun päls och på undersidan förekommer lite ljusare päls. Kännetecknande är en vit fläck över nosen och en vit fläck över varje öga. Scotonycteris zenkeri har liksom andra flyghundar stora ögon och kraftiga klor vid bakfötterna. Huvudet kännetecknas dessutom av stora (längd 12 till 17 mm) nakna öron som har främst en mörkbrun färg samt av stora bruna ögon. Även flygmembranen är brun eller olivbrun. Förutom könsorganen finns nästan inga yttre skillnader mellan hannar och honor. Honor har bara lite längre underarmar och de är aktivare och mer högljudda än hannarna.
Denna flyghund förekommer i västra och centrala Afrika. Utbredningsområdet sträcker sig från sydöstra Guinea och Liberia till östra Kongo-Kinshasa. Arten vistas i låglandet och i bergstrakter upp till 1100 meter över havet. Habitatet utgörs av olika slags skogar.
Scotonycteris zenkeri äter främst frukter och varje individ lever ensam i sitt revir. Arten är huvudsakligen aktiv under skymningen och på natten. Ibland flyger den under dagen en kort sträcka kring viloplatsen. Den hittar födan med hjälp av synen och inte med hjälp av ekolokalisering. Flyghunden äter bara fruktens mjuka delar och den är därför viktig för växternas fröspridning. Honor blir brunstiga två gånger per år men oftast är bara en parning framgångsrik. Efter dräktigheten som varar i cirka 6 månader föds en unge under tider med störst mattillgång. Scotonycteris zenkeri faller ibland offer för rovlevande kräldjur, fåglar och däggdjur.
Denna flyghund hotas av skogsavverkningar och av andra mänskliga aktiviteter som gruvdrift och jordbruk. Den har ett ganska stort utbredningsområde och den lever i olika naturskyddsområden. IUCN kategoriserar arten globalt som nära hotad.